# Tessel·lació hexagonal
En geometria, una tessel·lació hexagonal és una de les tres tessel·lacions regulars del pla euclidià en la qual tres hexàgons regulars incideixen en un vèrtex. La tessel·lació hexagonal té un símbol de Schläfli de {6,3} o t{3,6} (com a tessel·lació triangular truncada). Conway l'anomena hextilla.
És una de les tres tessel·lacions regulars del pla; les altres dues són la tessel·lació triangular i la tessel·lació quadrada.